# SWAT 4: The Stetchkov Syndicate
SWAT 4: The Stetchkov Syndicate é um pacote de expansão do jogo eletrônico SWAT 4, lançado em 28 de fevereiro de 2006 na América do Norte. A expansão inclui sete novas missões que envolvem a família criminosa fictícia Russa Stetchkov.
O suporte a VoIP foi adicionado aos jogos multiplayer, e, além das sete novas missões, existem sete novas armas, dois novos modos multiplayer; os jogadores podem bater nos suspeitos ou reféns com suas armas, para conseguir sua cooperação, da mesma maneira que usando armas não-letais; os suspeitos também podem alcançar suas armas se não forem imobilizados e presos imediatamente. Até dez jogadores podem participar, dividos em duas equipes de cinco cada.

## Fonte
- SWAT 4: The Stetchkov Syndicate - IGN